# Jens Kujawa
Jens Kujawa, né le 28 janvier 1965, à Brunswick en Allemagne de l'Ouest, est un joueur de basket-ball allemand. Il joue au poste de pivot.

## Palmarès
- Champion d'Europe 1993
- Coupe d'Allemagne 1996